# إبيا

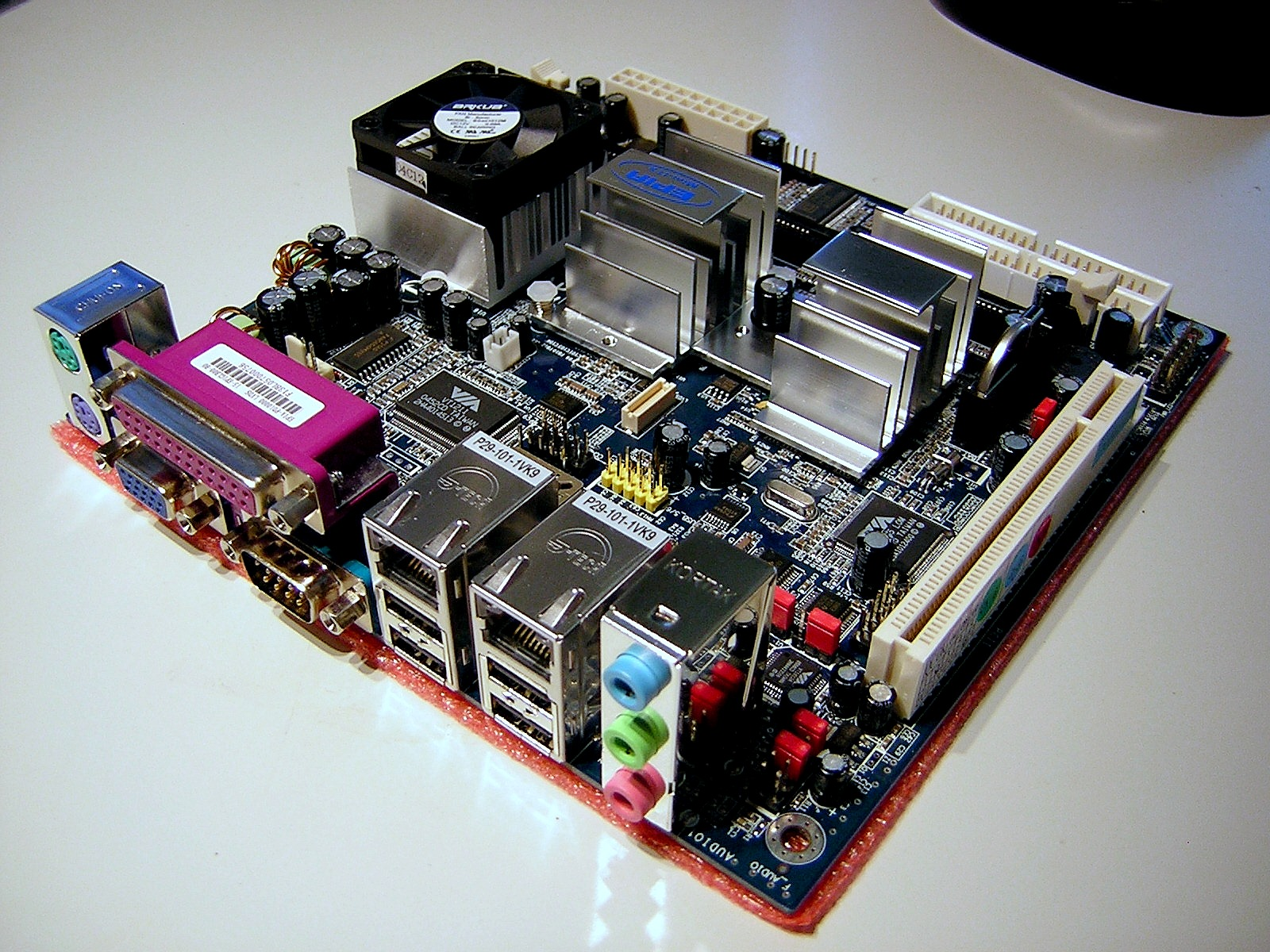
VIA EPIA PD-10000

فيا EPIA (فيا منصة الهندسة المعمارية الابتكاري) عبارة عن سلسلة من لوحات الأم ايزوبروبيل ثيوكزانثين(mini-ITX)، نانو ايزوبروبيل ثيوكزانثين (nano-ITX) وبيكو ايزوبروبيل ثيوكزانثين (pico-ITX) مع معالجات فيا المدمجة. وتتميز بصغر حجمها وقله استهلاكها للطاقة، لذا فهي مشهوره في سوق المعدات المدمجه.
هناك عدة أنواع للوحات VIA EPIA:
أصدار Nano-ITX، يعتدم على معالج VIA CoreFusion, والشكل العام Mini-ITX يحتوي على VIA CPUs وNorthbridges في عبوه منفصلة. صمعت أصلاً للتطبيقات الصناعية لكن الآن لديها مجموعة واسعة من التطبيقات في السوق الاستهلاكي مثل
carputer، الجدار الناري، HTPC, والخوادم.

## تعريف اسم الموديل
لدى لوحات VIA EPIAالتسميات التالية لتسهيل التعرف عليها:
| Code | التعريف                                |
| ---- | -------------------------------------- |
| A    | مصنعة بدون منفذ TV-out                 |
| E    | مصنعة بدون مروحة                       |
| G    | متوافقة مع توجيه الحد من المواد الخطرة |
| L    | مصنعة مع جيجابايت LAN (أختياري)        |
| T    | مع TPM                                 |

## العيوب
على الرغم من أنها فعالة جداً من حيث صغر حجمها، لكنها مكلفة بالنسبة لأدائها. وتوجد شركات أخرى مثل PCChips وأسوس توفر حلول بنفس التقنية وبأسعار معقولة.
فشلت فيا في تقديم الدعم للوحات EPIA. مثال على ذلك ان الشريحه تدعم فك التشفير H.264, لكنها لم توفر برنامج لكي تعمل على وندوز، يوجد فقط نسخه قديمه من إم بلاير على لينكس تدعم ذلك.

## وصلات خارجية
- VIA EPIA motherboards
- Epiacenter Mini-ITX Reviews, Support Forums, FAQ, etc.
- VIA EPIA EN12000E: Today's most efficient CPU & mainboard
- VIA EPIA ME6000 Mini ITX Review